# FV Lörrach
Der FV Lörrach ist ein 1902 gegründeter Fußballverein aus Lörrach. Bekannte Spieler und spätere Trainer wie Christian Streich, Ottmar Hitzfeld, Sebastian Deisler und Oliver Freund spielten zu einer frühen Phase ihrer Karriere bei diesem Verein. Der Verein spielte mehrere Jahre in der 1. Amateurliga Südbaden.
2011 fusionierte der Verein mit dem FV Brombach zum FV Lörrach-Brombach. Der FV Lörrach-Brombach spielte 2020/21 und 2021/22 in der Oberliga Baden-Württemberg.
Heimspielstätte des FV Lörrach-Brombach ist das Grüttpark-Stadion. Der alte Sportplatz des FV Brombach im Hugenmatt wird ebenfalls von dem FV Lörrach-Brombach benutzt.

## Geschichte

Ehemaliges Vereinslogo des FV Lörrach bis zu seiner Zusammenlegung mit dem FV Brombach

Der größte Erfolg war 1969 der Gewinn des Südbadischen Pokals. Damit qualifizierte er sich für den Süddeutschen Pokal 1969/70. Von 1954 bis 1956 und von 1966 bis 1978 spielte der Verein in der Ersten Amateurliga Südbaden (damals die dritthöchste Spielklasse). 1991 wurde mit dem TuS Lörrach-Stetten eine Spielgemeinschaft, die SG Lörrach-Stetten, gebildet, die Meister der Verbandsliga wurde und in die Oberliga Baden-Württemberg aufstieg. In der Oberliga war die SG Lörrach-Stetten jedoch chancenlos und stieg als Tabellenletzter ab.
In der Saison 2007/08 wurde der Verein – wieder unter dem Namen FV Lörrach – Meister in der Bezirksliga Hochrhein und stieg in die Landesliga Südbaden auf. Dort belegte Lörrach am Ende Platz 13 und stand somit als Absteiger fest. In der Saison 2009/10 spielte der Verein wieder in der Bezirksliga Hochrhein und wurde am letzten Spieltag erneut Meister.

## FV Lörrach-Brombach
Zur Saison 2011/12 hatte sich der FV Lörrach mit dem FV Brombach zusammengeschlossen und spielte unter dem neuen Vereinsnamen FV Lörrach-Brombach zunächst in der Landesliga. In der Saison 2016/17 gelang der Aufstieg als Staffelmeister der Landesliga Südbaden in die Verbandsliga Südbaden, 2020 in die Oberliga Baden-Württemberg. 2022 ging es zurück in die Verbandsliga und 2024 folgte der Abstieg in die Landesliga.